# Will Schestak
Will Schestak (vollständiger Name: Wilhelm Max Karl Schestak; * 18. Juli 1918 in Mariaschein, Nordböhmen; † 1. April 2012 in Burgstädt) war ein deutscher Porträtmaler, Zeichner und Lithograf.

## Leben
Schestak besuchte von 1932 bis 1935 die Staatsgewerbeschule in Reichenberg bei Othmar Fraß-Friedenfeld (1883–1959). Bis 1940 studierte er dann an der Akademie der Bildenden Künste Prag bei Heinrich Hönich. 1940 bis 1945 wurde er zum Kriegsdienst eingezogen und 1945 nach Ausweisung aus seiner Heimat wurde Chemnitz seine Wahlheimat. Ab 1945 arbeitete er als freischaffender Künstler in Chemnitz. Dort lernte er seine Frau Gertrud (* 1919) kennen. Von 1947 bis 1949 lehrte Schestak als Dozent für Porträtzeichnen an der Volkshochschule Chemnitz. Gemeinsam mit Rudi Gruner, Willy Wittig und Gerhard Klampäckel gestaltete er den kulturellen Neubeginn in Chemnitz. 1973 nahm er am Internationalen Künstlersymposium in Piestany teil.
Schestak war bis 1990 Mitglied des Verbands Bildender Künstler der DDR und nach der deutschen Wiedervereinigung des Chemnitzer Künstlerbundes e.V., dessen ältestes Mitglied er war.

## Ehrungen
- Albrecht-Dürer-Preis der Stadt Nürnberg
- 1958 Kunstpreis des Bezirkes Karl-Marx-Stadt
- Johannes-R.-Becher-Medaille in Silber

## Öffentliche Sammlungen und Museen mit Werken Schestaks (unvollständig)
- Berlin: Berlinische Galerie
- Chemnitz: Kunstsammlungen am Theaterplatz
- Dresden: Kunstfonds des Freistaats Sachsen
- Frankfurt/Oder: Brandenburgisches Landesmuseum für moderne Kunst (vormals Museum Junge Kunst)
- Prag: Nationalgalerie Prag

## Werke (Auszug)
- Arbeiterkind (lavierte Pinselzeichnung; 1947 auf der 2. Ausstellung Erzgebirgischer Künstler)[7]
- Renate mit gelbem Strohhut (vor 1948, Tempera)[8]
- Aktivistin der HO (Öl, 76 × 96 cm; auf der Dritten Deutschen Kunstausstellung)[9]
- Der gelbe Strohhut (um 1954, Öl, 64 × 46 cm; Kunstsammlungen am Theaterplatz, Chemnitz)[10]
- Renate, (Öl, 75 × 50 cm; auf der Dritten Deutschen Kunstausstellung)[11]
- Malerin (Kreide, 70 × 50 cm, auf er Dritten Deutschen Kunstausstellung)[12]
- Unsere Kinder sind gut aufgehoben (1957, Öl auf Leinwand, 70 × 90 cm; Berlinische Galerie)[13]
- Schauspielerin Meyer-Veldre in der Rolle der Anne Frank (1958, Öl, 80 × 59 cm; Kunstsammlungen am Theaterplatz, Chemnitz)[14]
- Christian mit rotem Pullover (1959, Öl auf Leinwand)[15]
- Genossenschaftsbäuerin (1961, Öl, 80 × 60 cm; auf der Fünften Deutschen Kunstausstellung; Sächsischer Kunstfonds)[16]
- Junge Ringspinnerin, Öl (auf der Fünften Deutschen Kunstausstellung)[17]

## Ausstellungen (mutmaßlich unvollständig)

### Einzelausstellungen
- 1973: Karl-Marx-Stadt, Städtische Kunstsammlungen
- 1982: Karl-Marx-Stadt Klub der Intelligenz ”Pablo Neruda” (Druckgrafik, Handzeichnungen, Aquarelle)
- 1988: Karl-Marx-Stadt, Museum am Theaterplatz

### Ausstellungsbeteiligungen
- 1953, 1958/1959 und 1962/1963: Dresden, Dritte bis Fünfte Deutsche Kunstausstellung
- 1947 und 1948: Freiberg, Stadt- und Bergbaumuseum, 2. und 3. Ausstellung Erzgebirgischer Künstler[18][19]
- 1948, 1951 und 1952: Chemnitz, Schlossberg-Museum („Mittelsächsische Kunstausstellung“)[20]
- 1948: Zwickau, Städtisches Museum („Schau der Jüngsten. Maler, Graphiker, Bildhauer“)
- 1954: Leipzig, Bezirkskunstausstellung
- 1963: Karl-Marx-Stadt, Museum am Theaterplatz („10 Jahre Architektur, bildende Kunst und bildnerisches Volksschaffen in Karl-Marx-Stadt“)[21]
- 1971: Berlin, Altes Museum („Das Antlitz der Arbeiterklasse in der bildenden Kunst der DDR“)
- 1974, 1979 und 1985: Karl-Marx-Stadt, Bezirkskunstausstellungen
- 1976: Karl-Marx-Stadt, Städtische Museen („Jugend und Jugendobjekte im Sozialismus“)
- 1977: Leipzig, Messehaus am Markt („Kunst und Sport“)
- 1982: Karl-Marx-Stadt („Bildnis + Gruppe“ Ausstellung der Sektion Maler und Grafiker des VBK/DDR, Karl-Marx-Stadt)
- 1984/1985: Karl-Marx-Stadt, Städtisches Museum am Theaterplatz („Retrospektive 1945 – 1984. Bildende Kunst im Bezirk Karl-Marx-Stadt“)

#### Postum
- 2019: Chemnitz, Neue Sächsischen Galerie („Generation im Schatten“)